# Голямо нощно пауново око
Голямото нощно пауново око (Saturnia pyri) е вид пеперуда от сем. Saturniidae. Това е най-голямата пеперуда в България и Европа с размах на крилете 12÷15 cm.

## Разпространение
Пеперудата е разпространена в югозападна Палеарктика – южна Европа, северна Африка и югозападна Азия. В България се среща нерядко, но лети за кратко време – през май и април.

## Жизнен цикъл
В България пеперудата лети в периода май – април. Активна е нощем, а през деня се крие. Имагото не се храни и преживява с хранителните запаси натрупани в ларвния стадий.
Имагинирането става преди обед, така че крилата да укрепнат и изсъхнат до края на деня. Женската е по-малко подвижна, особено в началото когато коремчето ѝ е пълно с яйца и е натежало. Тя остава близо до мястото на имагиниране, понякога се изкачва нагоре по дърветата, от където може да се спусне с полет към най-близкото съседно дърво. Женската отделя феромони, които мъжкият може да усети от няколко километра разстояние. Мъжките са по-активни и търсят женските следвайки феромонната следа. След копулацията женската престава да отделя полови феромони и мъжките вече не ѝ обръщат внимание.
Тогава женската започва да снася яйца на групички върху клонки и листа на хранителните растения на гъсеницата – най-често овощни дървета, особено круша, слива и др. Броят яйца в отделните групички варира в широки граници от 5÷80 броя, а общо женската снася около 250 яйца.
Яйцата се развиват в продължение на 14÷30 дни, след което от тях се излюпват черни гъсенички с дължина 5÷6 mm. Те се хранят с листата на растенията и бързо нарастват. След две излинявания гъсениците стават зелени. Ларвният стадий трае средно 40 дни, в края на който гъсеницата достига размер до 10 cm. Когато завърши развитието си, преди да какавидира, гъсеницата променя цвета си в жълто-кафеникав. Тогава тя започва да търси подходящо място за какавидиране – в основата на хранителното си дърво, сред тревата или друго място предлагащо укритие. Там гъсеницата изприда кафяв пашкул и какавидира в него. Какавидата може да презимува от един до три пъти и съответно да имагинира през някоя от следващите три години. По този начин се гарантира продължаването на поколението, в случай че някоя година се окаже лоша и излюпените през нея не успеят да се развият.
- Възрастна гъсеница
- Гъсеница готвеща се да какавидира
- Женска